# Sportvagnsprototyp

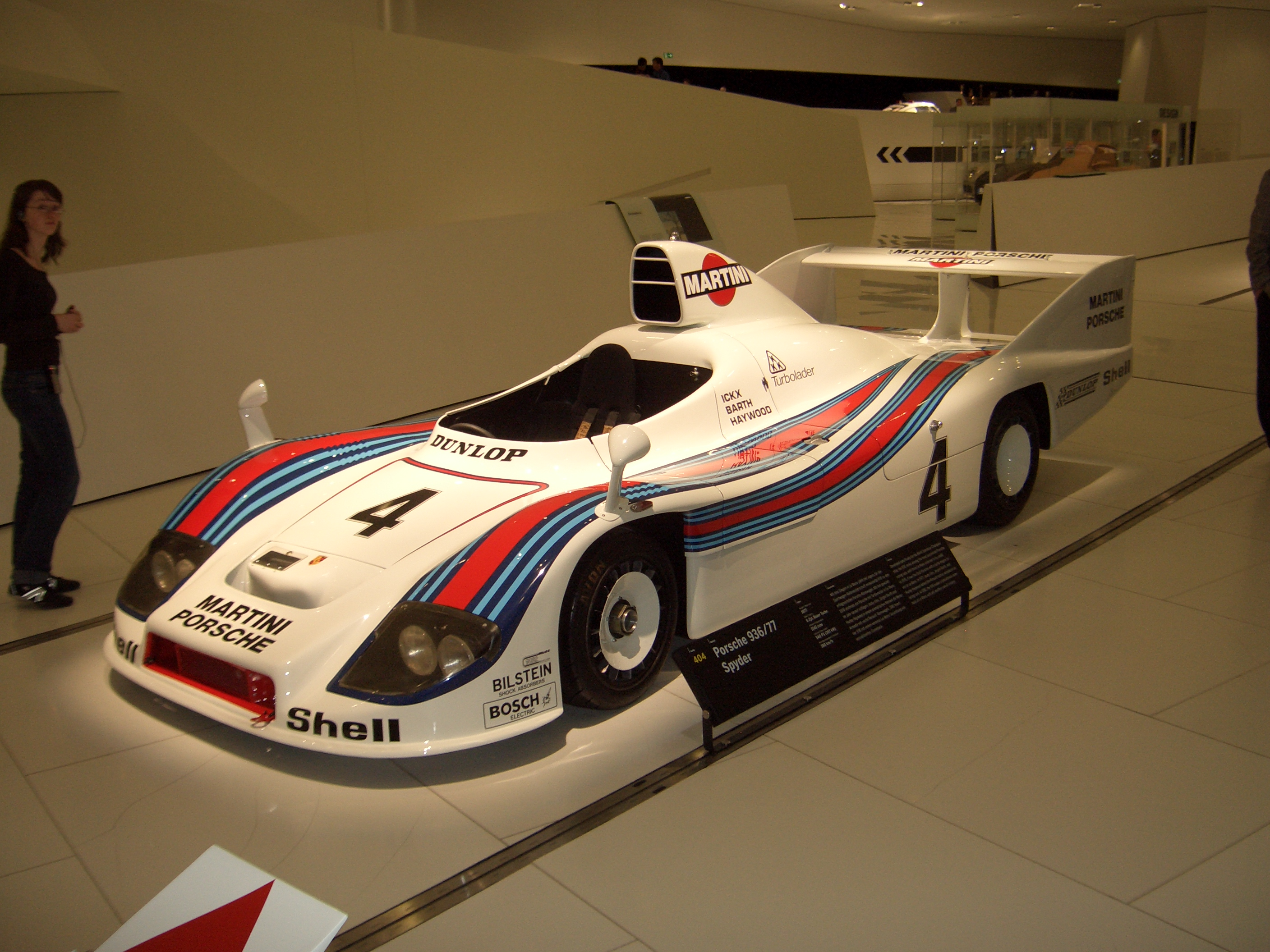
Porsche 936 grupp 6-prototyp.

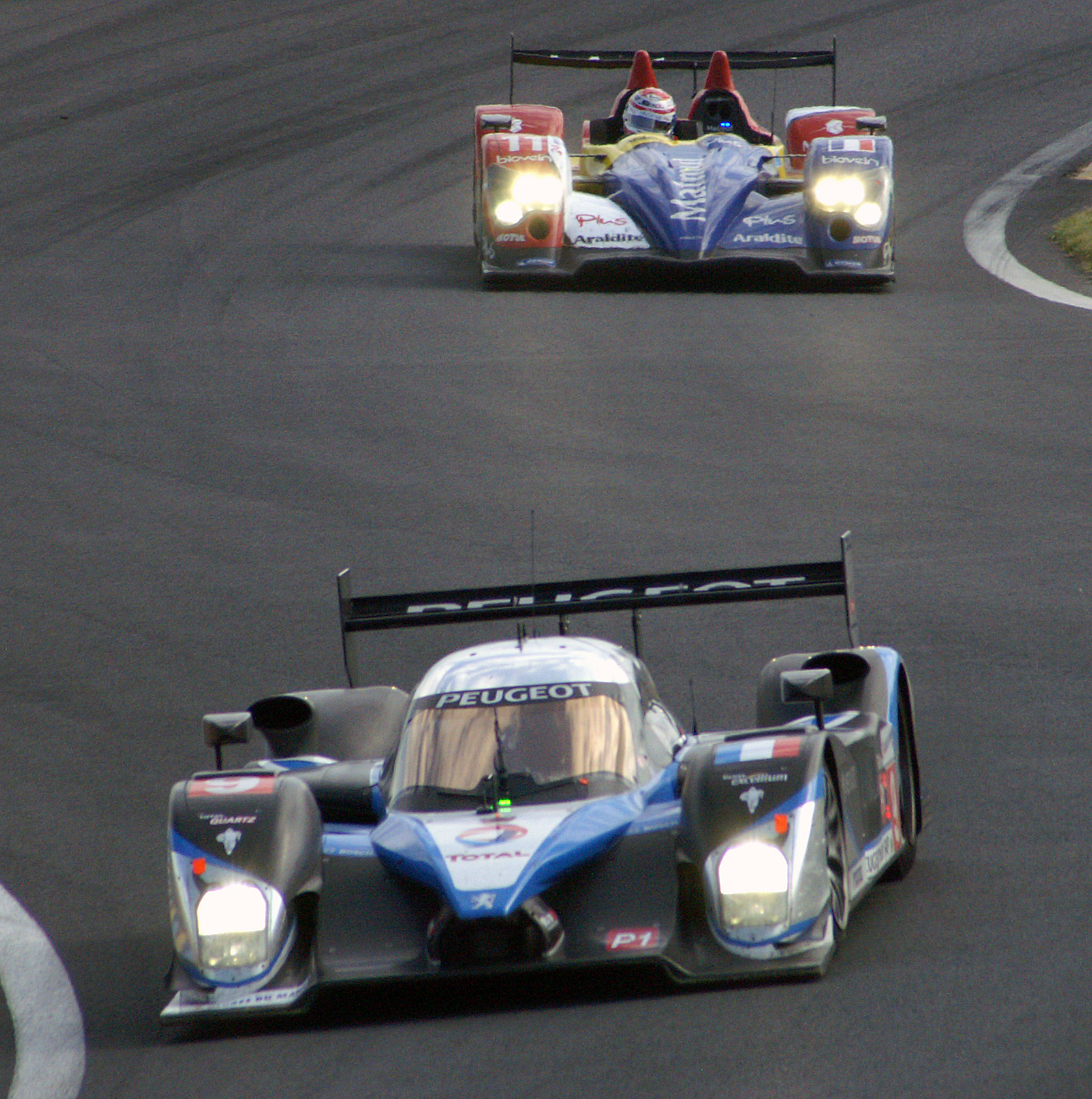
Peugeot 908 HDi FAP och Oreca 01 Le Mans Prototyper.

En sportvagnsprototyp är en extrem tävlingsbil för sportvagnsracing, till exempel Le Mans 24-timmars.
Bilen måste konstrueras så att den uppfyller tävlingsreglerna, men några krav på serietillverkning eller att den ska vara brukbar på allmän väg finns inte. En sportvagnsprototyp skiljer sig från exempelvis en formelbil genom att karossen ska täcka hjulen. Toppfart och motorstyrka ligger i samma storleksordning som för en formel 1-bil, medan acceleration, kurvtagning och bromsprestanda blir något sämre på grund av sportvagnsprototypernas högre vikt. Sportvagnsprototyperna är rent generellt mer robust byggda än formelbilar och har bland annat större cylindervolym än formelbilarna, vilket gör att motorn inte utsätts för lika stora påfrestningar. Bilen tål därför även långlopp medan till exempel en formel 1-bil fungerar optimalt högst ett par timmar utan service.